# 마루마루 아내
《○○아내》(일본어: ○○妻)는 2015년 1월 14일부터 3월 18일까지 닛폰 TV 계열에서 매주 수요일 22:00 ~ 23:00(〈수요 드라마〉 시간대)에 방송된 텔레비전 드라마이다. 주연은 시바사키 코우.

## 캐스트

### 쿠보타가(家)와 그 가족
○○아내/히카리 - 시바사키 코우
마사즈미의 아내.
쿠보타 마사즈미 (42) - 히가시야마 노리유키
○○아내의 남편. 뉴스 캐스터.
쿠보타 사쿠타로 (75) - 히라이즈미 세이
마사즈미의 아버지.
쿠보타 히토미 (77) - 이와모토 마스요
마사즈미의 어머니.
카사이 미도리 (47) - 와타나베 마키코
마사즈미의 누나.
쿠보타 미유 (44) - 오쿠누키 카오루
마사즈미의 누나.
카사이 다이키 (13) - 우라가미 세이슈
미도리의 아들.
카사이 나루미 (5) - 히라사와 코코로
미도리의 딸.
이노 치하루 (54) - 쿠로키 히토미
히카리의 어머니.

### News Life
보도 프로그램 《News Life》.
이타가키 마사키 (32) - 시로타 유
프로듀서.
카제타니 아이 (25) - 렌부츠 미사코
아나운서.
키시 신이치 - 나카바야시 타이키
디렉터.
타케시타 - Sharo
AP.
미키 - 키도 유야
AD.

### 게스트
제1화
마루야마 준이치 - 코이치 만타로
소설가.

제2화
요시다 시게코 - 야나기타니 유카
여성을 지키는 회 대표.
택시 운전 기사 - 타가와 요스케 (우정 출연)

## 스태프
- 각본 - 유카와 카즈히코
- 음악 - 이케 요시히로
- 연출 - 이노마타 류이치, 히구레 켄, 스즈키 유마
- 주제가 - 시이나 링고 〈지상의 인생〉 (유니버설 뮤직/Virgin Records)
- 치프 프로듀서 - 이토 히비키
- 프로듀서 - 오오히라 후토시, 후쿠이 히로시, 오오타 마사하루
- 제작 협력 - 5학년 D반
- 제작 저작 - 닛폰 TV

## 방송 일자
| 각 화                                                       | 방송일          | 부제                                                                         | 연출            | 시청률 |
| ----------------------------------------------------------- | --------------- | ---------------------------------------------------------------------------- | --------------- | ------ |
| 제1화                                                       | 2015년 1월 14일 | 완벽한 모습에 감춰진 남편의 모르는 5개의 얼굴…오늘 밤 1개 밝혀진다!          | 이노마타 류이치 | 14.4%  |
| 제2화                                                       | 1월 21일        | 왜, 그녀는 계약 결혼에 고집하는가!? 남편에게 말할 수 없는 비밀과 딜레마      | 이노마타 류이치 | 15.2%  |
| 제3화                                                       | 1월 28일        | 계약 부부가 선택한 거짓의 생활…남편을 구한 아내에게 내려진 비정한 선고!      | 이노마타 류이치 | 13.9%  |
| 제4화                                                       | 2월 4일         | 아침 귀가, 폭력 아이 갖기 강요…부서져 가는 남편에게 아내가 밝힌 기도의 고백! | 히구레 켄       | 15.2%  |
| 제5화                                                       | 2월 11일        | 결사의 고백! 이런 여자라도 괜찮으면 결혼해주세요!                            | 이노마타 류이치 | 14.7%  |
| 제6화                                                       | 2월 18일        | 결혼하자라니 정말인가요? 과거를 용서할 수 있나요? 아내의 기원에 남편은…?     | 이노마타 류이치 | 13.3%  |
| 제7화                                                       | 2월 25일        | 제 존재가 당신을 괴롭게 하고 있다면 마지막으로 이 말을 바칩니다              | 스즈키 유마     | 14.3%  |
| 제8화                                                       | 3월 4일         | 죽는 것조차 허락되지 않는다면…마지막으로 당신의 가슴에서 울게 해주세요       | 히구레 켄       | 12.9%  |
| 제9화                                                       | 3월 11일        | 이제 아무것도 필요 없어. 너만 있어준다면! 너무 늦은 남편의 결단              | 이노마타 류이치 | 13.9%  |
| 최종화                                                      | 3월 18일        | 아내여! 이것이 나의 마지막 대답이다                                          | 이노마타 류이치 | 14.7%  |
| 평균 시청률 14.3% (시청률은 칸토 지구·비디오 리서치사 조사) |                 |                                                                              |                 |        |

- 첫회·최종회는 10분 확대 (22:00 ~ 23:10).